# 李梅樹

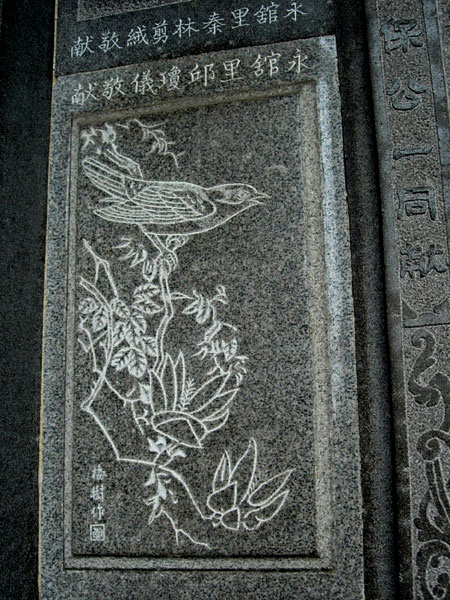
李梅樹在三峽祖師廟的作品

李梅樹（1902年3月13日—1983年2月6日）是一位台灣美術家、畫家、教授、議員、農會主席，出生於新北市三峽區，1947年曾主持重建三峽祖師廟，對其建築與設計頗下苦心，祖師廟因而名譟一時，甚至被譽為「東方雕刻藝術殿堂」。現於三峽有紀念李梅樹的李梅樹紀念館。

## 生平

### 出生
李梅樹是在三峽經營糧行的商人李金印的次子:12，其上有一個比他大上17歲從母姓的兄長劉清港，是當地少見的西醫醫生，開設「保和醫院」。

### 學生時期
年少時李梅樹即對三峽祖師廟裡的雕刻與彩繪很有興趣:14，並能用毛筆畫出精緻的工筆人物:16。而在就讀三角湧公學校期間，李梅樹從其日本老師遠山巖那裡開始接觸了西洋繪畫:12，而之後公學校畢業後，他升學就讀台灣公學實業科農業課程，後來又進入了台灣總督府國語學校就讀。
在就讀師範時期，李梅樹與廖繼春一樣仍然持續繪畫:22，並曾在17歲時（1919年）領導發起全校美展，而1920年黃土水以〈山地牧童〉入選「帝國美術展覽會」（簡稱為「帝展」），成為第一位入選帝展的臺灣美術家之事，令包括李梅樹在內對藝術有興趣的青年起了相當大的影響:20。20歲（1922年）畢業後，李梅樹雖然想前往日本研讀藝術，但遭到父親的反對，後來李梅樹選擇去瑞芳公學校教書，並與林粒女士成親:22。
而在1924年時，李梅樹加入了臺北師範學校囑託石川欽一郎所開的「暑期美術講習會」，繼續在美術上精進:28，並結識了倪蔣懷、陳植棋、李石樵、陳澄波等有志於美術的同伴:29。後來這些同伴陸續走出自己的路，例如廖繼春便前往日本東京美術學校讀書，而陳澄波則成為帝展西畫部第一位入選的臺灣人:32。後來李梅樹也在1927年以〈靜物〉一畫入選了由石川欽一郎、鹽月桃甫、鄉原古統與木下靜涯等人努力之下舉辦的第一屆臺灣美術展覽會（簡稱「台展」），而隔年第二屆又以〈三峽後街〉再次入選:32。這使得家人不得不正視其在繪畫上的努力與才華，而其大哥劉清港更是力排眾議，願意贊助他弟弟所有的學習費用:32，於是在1928年11月27日李梅樹與陳澄波一同便搭船前往日本求學。
抵達日本之後，李梅樹先是進入了川瑞畫學校、新宿同舟舍與本鄉繪畫研習所勤練素描，以準備東京美術學校的入學考試:38，最後他得以在1929年3月一試便進入該校就讀:42。進入該校的西畫科後，李梅樹便受到長原孝太郎、小林萬吾與岡田三郎助的教導，後來在陳植棋的介紹下，李梅樹又在校外進了吉村芳松門下。而除此之外，陳植棋也希望李梅樹能加入由留日同學所組成的畫會赤島社:42，而李梅樹則在1930年加入該社。然而就在該年5月，支持著他的兄長突然去世，為此李梅樹遂趕回臺灣奔喪，並休學了一學期:42。而同年12月，臺灣雕刻家黃土水去世，李梅樹前去參與其火化儀式。

### 公職

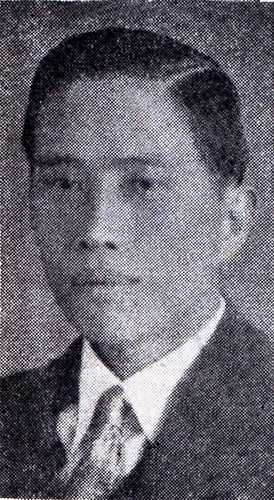
李梅樹早年照相

在日本留學時期，李梅樹仍持續關注三峽的政治狀況。當時三峽便有「長生會」與「壽生會」兩大政治團體的存在，長生會成員以掌有實際行政權之勢力為主，壽生會則主要為人民發聲。當時壽生會的主要人物為劉清港。也因為家人與外在環境影響，李梅樹留學返回台後參與地方事務的意願強烈，最後他以家族支持和留學時的人脈開啟了政治生涯。
1934年李梅樹完成學業，回臺後被日本政府委派為三峽第八屆協議會議員。1935年庄協議會由全面官派改制為半官派半民選，當年11月22日台灣舉行第一場選舉，李梅樹當選第九屆庄協議員，1938年再度當選。1940年6月17日三峽由庄升格為街，其續任協議會議員。1942年他同時出任三峽街茶葉組合長，並在任期內大力推動合作生產，將三峽地方茶葉工廠合併，提倡企業化管理，提升茶葉的品質與產量，使三峽茶葉的銷售大幅提升。1943年李梅樹擔任因皇民化政策而成立的「奉公壯年團」團長，義務幫忙維護地方秩序與安全。
在台灣脫離日本政府統治後，1945年李梅樹被推舉為三峽代理街長，後因局勢與家庭期望而辭職。1946年三峽街改制為三峽鎮，李梅樹因其之前的政治表現與資歷當選為鎮民代表，進而被推選為鎮民代表的大會主席。1947年在二二八事件爆發之後他理性呼籲避免省籍衝突，使三峽民眾全免於傷亡。1948年他接手三峽農會理事長，改變農會經營模式、鞏固基礎、推廣儲蓄與金融觀念，起初虧損的130餘萬，在他上任半年內便補足缺額，兩年內轉虧為盈。因此得到了臺灣省政府農林廳表揚為全省第一的模範農會。1950、1952、1955其連任三屆台北縣議員，並擔任議會中國國民黨黨團幹事。在任內提倡「貧民施醫法案」，也對迎神會的浪費提出糾正。同時響應土地改革的推動，但在過程中也流失李家原有的40甲土地。李梅樹原本打算參選第四屆台北縣議員以作為台北縣縣長的進路，但因身兼藝術家、三峽祖師廟重建負責人、農會理事長等多重身分，其次子李景光曾勸退他。最後在資金問題及國民黨的建議下宣布退選，結束其公職的生涯。此後致力於藝術、教學及三峽祖師廟重建工作。

### 後進提攜
李梅樹分別在1962年曾任中國文化學院藝術研究所教授，1964年任國立藝術專科學校兼美術科主任，1967年創辦國立藝術專科學校雕塑科並兼主任。
也因為擔任國立臺灣藝術專科學校（今國立台灣藝術大學）第一屆雕塑科主任，李梅樹把部分祖師廟建築中的雕塑交給雕塑科師生創作，例如：前殿內壁銅浮雕，中殿八尊銅像（風、調、雨、順及張、黃、蘇、李四大護法），參與學生有黃源龍、方建明等人，此後亦成為知名的藝術家
李梅樹不僅在藝術上嚴格，對於學生的教育方式亦是如此，學生黃源龍回憶求學時期，受到李梅樹老師指導訓練美感的方式嚴格，不滿意會叫學生重畫，期望學生能成為獨當一面的藝術家，而不是一個沒有主見的藝匠。

### 晚年

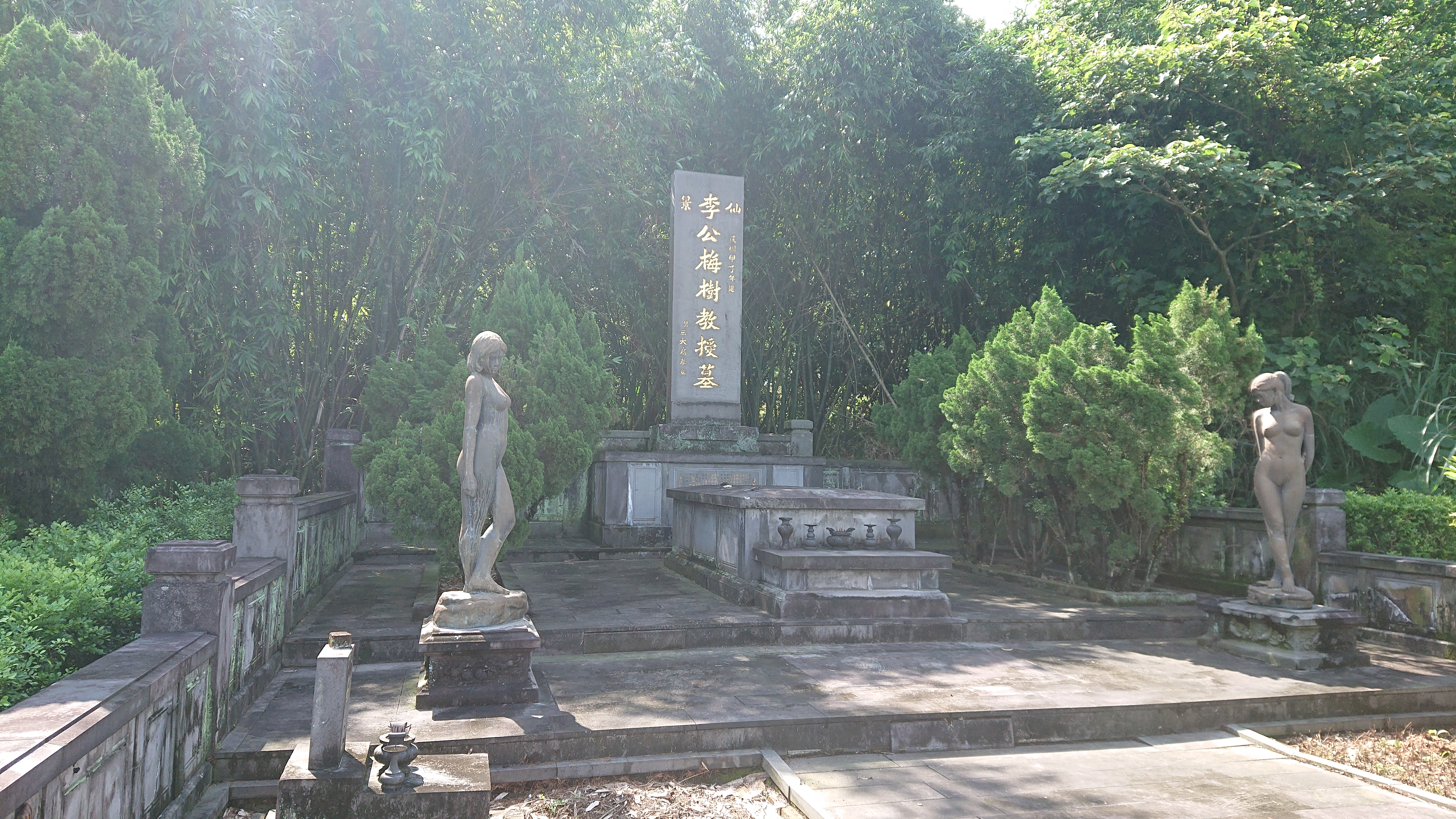
李公梅樹教授墓

淡出政治界之後，李梅樹曾經擔任中國文化學院研究所、國立臺灣藝術專科學校美術科與國立臺灣師範大學美術系的教授，同時也繼續處理畫會的事務:98。1978年，李梅樹因過度勞累而在家人勸說下前往日本日光地區休養，在那裡畫下了許多以楓林為主題的畫作:104。但到了五年後的2月6日，李梅樹因慢性阻塞性肺炎而在臺大醫院逝世，安葬於三峽。

## 李梅樹與三峽祖師廟修復
三峽長福巖，即清水祖師廟之落成可追溯至乾隆34年（1769年），期間歷經道光年間之震災、光緒年間之火災等，年久失修而有了兩次整復，後至民國36年（1947年）祖師廟三度重修，廟方與當地人士共同推舉了李梅樹（時任三峽鎮民代表會主席）作為工程主持人。
當時三十六歲的李梅樹甫自日本返台三年，所接受之美術訓練仍以西式美學為主，就修復東方廟宇一事而言，李梅樹認為無論審美觀點、統籌工作都有其困難之處，正當猶豫於此事，李梅樹某日與地方相關人士在廟內商討修復事宜時，偶然拾獲了一張籤詩，李梅樹認為這是來自神明的指示，因而決定接受地方委托。
李梅樹自1947年擔任重修工作負責人，並擔任長福巖清水祖師廟重修籌備委員主任委員；同年，李梅樹提出重建三峽祖師廟的計畫，遂將重修委員會更為重建委員會由李梅樹任主任委員。1953年5月6日三峽清水祖師廟完成法人登記:財團法人台北縣三峽長福巖清水祖師公，李梅樹亦是董事會成員直至1983年過世為止。
李梅樹有感於祖師廟是自己生長鄉里的信仰中心，且期待祖師廟能成為東方歷史與廟宇文化之象徵，不僅親手繪製設計圖，更主張即便進展緩慢也要追求完美，無論是建築型式或石雕等，都是李梅樹親力親為指導，而這份堅持更是為當時諸多駐廟修復的匠師所知，比如：陳田、陳已堂、黃紅圓、蔣銀牆等人。
李梅樹西學東用，廟中有不少中西方融和之處，其藝術價值奠定了三峽祖師廟「東方藝術殿堂」之美名。曾任國立臺灣美術館館長的黃才郎更曾比擬李梅樹所傾注的熱情與毅力，有如米開蘭基羅修建羅馬新教堂，力求完美的修整工程一直到李梅樹過世仍未完成，主持人過世因而造成祖師廟後續修復工程問題重重，不但因祖師廟管理委員會決定改採購中國進口石柱，導致同一間廟裡兩種不同形式的石柱雕刻共存，更曾因進口石欄桿的裝設引起爭議。
民國71年（1982年），三峽鎮公所為解決車輛擁擠問題，預計在廟埕正前方新建一條橋梁橫跨三峽河兩岸，但預定橋樑比廟的屋頂還高，李梅樹對此持反對意見，認為無論基於風水學或美學的角度，一條筆直的大馬路俯衝祖師廟而來，都是他無法容忍的。其後李乾朗等多位學者專家也前往聲援，地方耆老更認為長福橋不但缺乏藝術價值，還與三峽河在風水上形成有如射穿祖師廟之形勢，因而被當地人士視為對於祖師廟景致之破壞。直至民國72年（1983年）李梅樹去世，鎮公所放棄原計畫，將車行橋改為人行橋（即長福橋）。　　

## 畫風
李梅樹的作品風格依時間分早、中、晚期 :
早期（1924年－1948）是指李梅樹在日治時期的創作，此時期被稱為「外光派時期」（日本將印象派翻譯成外光派），此時作品以自然客觀的寫實手法，描繪台灣的風土民情，而此期代表作有〈切蕃薯之女〉、〈編物〉、〈小憩之女〉等。
中期為二戰後至1977年生病住院前的創作，稱為「台灣本土時期」，不再師法西方畫作，回到最真實的視覺經驗，主題多為台灣民間人物，除此之外，此時期畫作也從人物群像轉變成傳記式的肖像作品。這一時期的代表作有〈露臺〉、〈春風〉等。
後期即為他出院後到過世前的創作，稱為「回歸自然時期」，不再刻意經營構圖與主題，常以大自然風景入畫，強調光與彩的調和，而這一時期的代表作有〈太魯閣(三)〉、〈清溪浣衣〉等畫。

## 日治時代台府展及新文展得獎紀錄
- 1927 臺展第一屆《靜物》入選
- 1928 臺展第二屆《三峽的町裡》入選
- 1929 臺展第三屆《臺北醫院之庭》入選
- 1930 臺展第四屆《朝》入選
- 1931 臺展第五屆《織物》入選
- 1932 臺展第六屆《靜物》入選
- 1933 臺展第七屆《自畫像》特選
- 1934 臺展第八屆《水牛》《切蕃薯之女》入選
- 1935 臺展第九屆《小憩之女》特選第一席、臺展賞《編物》入選
- 1936 臺展第十屆《睡覺之女》特選第二席、無鑑查《黃昏時》無鑑查
- 1938 府展第一屆《曠野》無鑑查
- 1939 府展第二屆《溫室》特選及推薦作品、日本第三屆新文展《紅衣》入選、日本第四屆新文展(開國2600奉祝展)《花與女》入選
- 1940 府展第三屆《朝》無鑑查
- 1941 府展第四屆《秋實》無鑑查
- 1942 府展第五屆《麗日》推薦作品
- 1943 府展第六屆《新綠》推薦作品

## 家族
- 父：李金印
- 母：李劉水
- 兄：劉清港
- 姊：李螺（嫁陳義方）
- 妹：劉緞（嫁陳清源，育有子陳俊哲,陳俊明及八位女兒）[3]:44
- 妻：林粒
- 子女:

- - 李麗霞：長女，1926年出生[4]。
  - 李麗月：次女，1929年出生[4]。
  - 李景暘：長男，1931年出生[4]，負責李梅樹教授紀念文物館的營運，曾任李梅樹文教基金會創會第一屆-第三屆董事長。
  - 李麗玉：三女，1933年出生[4]。
  - 李麗美：四女，1935年出生[4]。
  - 李景光：次男，1938年出生[4]，負責李梅樹紀念館的營運，曾任李梅樹文教基金會第二任（第四屆-第七屆）董事長。（嫁陳淑惠）
  - 李麗雲：五女，1940年出生[4]。
  - 李景文：三男，1943年出生[4]，負責李梅樹紀念館的營運，現任李梅樹文教基金會第三任（第八屆-）董事長（嫁吳秀文）。

|        |        |        |        |        |        |  |  |        |        |        |        |        |        |        |        |        |        |        |        |        |        |        |        |        |        |        |        |        |        |  |  |        |        |        |        |        |        |  |  |        |        |        |        |        |        |      |      |        |        |        |        |        |        | 李金印 | 李金印 | 李金印 | 李金印 | 李金印 | 李金印 |        |        | 劉氏水 | 劉氏水 | 劉氏水 | 劉氏水 | 劉氏水 | 劉氏水 |        |        |  |  |        |        |        |        |        |        |  |  |        |        |        |        |        |        |  |  |        |        |        |        |        |        |  |  |        |        |        |        |        |        |  |  |        |        |        |        |        |        |      |      |        |        |        |        |        |        |        |        |
|        |        |        |        |        |        |  |  |        |        |        |        |        |        |        |        |        |        |        |        |        |        |        |        |        |        |        |        |        |        |  |  |        |        |        |        |        |        |  |  |        |        |        |        |        |        |      |      |        |        |        |        |        |        | 李金印 | 李金印 | 李金印 | 李金印 | 李金印 | 李金印 |        |        | 劉氏水 | 劉氏水 | 劉氏水 | 劉氏水 | 劉氏水 | 劉氏水 |        |        |  |  |        |        |        |        |        |        |  |  |        |        |        |        |        |        |  |  |        |        |        |        |        |        |  |  |        |        |        |        |        |        |  |  |        |        |        |        |        |        |      |      |        |        |        |        |        |        |        |        |
|        |        |        |        |        |        |  |  |        |        |        |        |        |        |        |        |        |        |        |        |        |        |        |        |        |        |        |        |        |        |  |  |        |        |        |        |        |        |  |  |        |        |        |        |        |        |      |      |        |        |        |        |        |        |        |        |        |        |        |        |        |        |        |        |        |        |        |        |        |        |  |  |        |        |        |        |        |        |  |  |        |        |        |        |        |        |  |  |        |        |        |        |        |        |  |  |        |        |        |        |        |        |  |  |        |        |        |        |        |        |      |      |        |        |        |        |        |        |        |        |
|        |        |        |        |        |        |  |  |        |        |        |        |        |        |        |        |        |        |        |        |        |        |        |        |        |        |        |        |        |        |  |  |        |        |        |        |        |        |  |  |        |        |        |        |        |        |      |      |        |        |        |        |        |        |        |        |        |        |        |        |        |        |        |        |        |        |        |        |        |        |  |  |        |        |        |        |        |        |  |  |        |        |        |        |        |        |  |  |        |        |        |        |        |        |  |  |        |        |        |        |        |        |  |  |        |        |        |        |        |        |      |      |        |        |        |        |        |        |        |        |
|        |        |        |        |        |        |  |  |        |        | 劉清港 | 劉清港 | 劉清港 | 劉清港 | 劉清港 | 劉清港 |        |        | 劉江柿 | 劉江柿 | 劉江柿 | 劉江柿 | 劉江柿 | 劉江柿 |        |        |        |        |        |        |  |  |        |        |        |        |        |        |  |  |        |        |        |        |        |        | 李螺 | 李螺 | 李螺   | 李螺   | 李螺   | 李螺   |        |        | 陳義方 | 陳義方 | 陳義方 | 陳義方 | 陳義方 | 陳義方 |        |        |        |        |        |        |        |        |        |        |  |  | 李梅樹 | 李梅樹 | 李梅樹 | 李梅樹 | 李梅樹 | 李梅樹 |  |  | 李林粒 | 李林粒 | 李林粒 | 李林粒 | 李林粒 | 李林粒 |  |  |        |        |        |        |        |        |  |  |        |        |        |        |        |        |  |  |        |        | 劉緞   | 劉緞   | 劉緞   | 劉緞   | 劉緞 | 劉緞 |        |        | 陳清源 | 陳清源 | 陳清源 | 陳清源 | 陳清源 | 陳清源 |
|        |        |        |        |        |        |  |  |        |        | 劉清港 | 劉清港 | 劉清港 | 劉清港 | 劉清港 | 劉清港 |        |        | 劉江柿 | 劉江柿 | 劉江柿 | 劉江柿 | 劉江柿 | 劉江柿 |        |        |        |        |        |        |  |  |        |        |        |        |        |        |  |  |        |        |        |        |        |        | 李螺 | 李螺 | 李螺   | 李螺   | 李螺   | 李螺   |        |        | 陳義方 | 陳義方 | 陳義方 | 陳義方 | 陳義方 | 陳義方 |        |        |        |        |        |        |        |        |        |        |  |  | 李梅樹 | 李梅樹 | 李梅樹 | 李梅樹 | 李梅樹 | 李梅樹 |  |  | 李林粒 | 李林粒 | 李林粒 | 李林粒 | 李林粒 | 李林粒 |  |  |        |        |        |        |        |        |  |  |        |        |        |        |        |        |  |  |        |        | 劉緞   | 劉緞   | 劉緞   | 劉緞   | 劉緞 | 劉緞 |        |        | 陳清源 | 陳清源 | 陳清源 | 陳清源 | 陳清源 | 陳清源 |
|        |        |        |        |        |        |  |  |        |        |        |        |        |        |        |        |        |        |        |        |        |        |        |        |        |        |        |        |        |        |  |  |        |        |        |        |        |        |  |  |        |        |        |        |        |        |      |      |        |        |        |        |        |        |        |        |        |        |        |        |        |        |        |        |        |        |        |        |        |        |  |  |        |        |        |        |        |        |  |  |        |        |        |        |        |        |  |  |        |        |        |        |        |        |  |  |        |        |        |        |        |        |  |  |        |        |        |        |        |        |      |      |        |        |        |        |        |        |        |        |
|        |        |        |        |        |        |  |  |        |        |        |        |        |        |        |        |        |        |        |        |        |        |        |        |        |        |        |        |        |        |  |  |        |        |        |        |        |        |  |  |        |        |        |        |        |        |      |      |        |        |        |        |        |        |        |        |        |        |        |        |        |        |        |        |        |        |        |        |        |        |  |  |        |        |        |        |        |        |  |  |        |        |        |        |        |        |  |  |        |        |        |        |        |        |  |  |        |        |        |        |        |        |  |  |        |        |        |        |        |        |      |      |        |        |        |        |        |        |        |        |
| 劉山田 | 劉山田 | 劉山田 | 劉山田 | 劉山田 | 劉山田 |  |  | 劉曾妹 | 劉曾妹 | 劉曾妹 | 劉曾妹 | 劉曾妹 | 劉曾妹 |        |        | 劉山溪 | 劉山溪 | 劉山溪 | 劉山溪 | 劉山溪 | 劉山溪 |        |        | 陳雪金 | 陳雪金 | 陳雪金 | 陳雪金 | 陳雪金 | 陳雪金 |  |  | 林劉春 | 林劉春 | 林劉春 | 林劉春 | 林劉春 | 林劉春 |  |  | 林平棟 | 林平棟 | 林平棟 | 林平棟 | 林平棟 | 林平棟 |      |      | 李麗霞 | 李麗霞 | 李麗霞 | 李麗霞 | 李麗霞 | 李麗霞 |        |        | 李麗月 | 李麗月 | 李麗月 | 李麗月 | 李麗月 | 李麗月 |        |        | 李景暘 | 李景暘 | 李景暘 | 李景暘 | 李景暘 | 李景暘 |  |  | 李麗玉 | 李麗玉 | 李麗玉 | 李麗玉 | 李麗玉 | 李麗玉 |  |  | 李麗美 | 李麗美 | 李麗美 | 李麗美 | 李麗美 | 李麗美 |  |  | 李景光 | 李景光 | 李景光 | 李景光 | 李景光 | 李景光 |  |  | 李麗雲 | 李麗雲 | 李麗雲 | 李麗雲 | 李麗雲 | 李麗雲 |  |  | 李景文 | 李景文 | 李景文 | 李景文 | 李景文 | 李景文 |      |      | 陳俊哲 | 陳俊哲 | 陳俊哲 | 陳俊哲 | 陳俊哲 | 陳俊哲 |        |        |
| 劉山田 | 劉山田 | 劉山田 | 劉山田 | 劉山田 | 劉山田 |  |  | 劉曾妹 | 劉曾妹 | 劉曾妹 | 劉曾妹 | 劉曾妹 | 劉曾妹 |        |        | 劉山溪 | 劉山溪 | 劉山溪 | 劉山溪 | 劉山溪 | 劉山溪 |        |        | 陳雪金 | 陳雪金 | 陳雪金 | 陳雪金 | 陳雪金 | 陳雪金 |  |  | 林劉春 | 林劉春 | 林劉春 | 林劉春 | 林劉春 | 林劉春 |  |  | 林平棟 | 林平棟 | 林平棟 | 林平棟 | 林平棟 | 林平棟 |      |      | 李麗霞 | 李麗霞 | 李麗霞 | 李麗霞 | 李麗霞 | 李麗霞 |        |        | 李麗月 | 李麗月 | 李麗月 | 李麗月 | 李麗月 | 李麗月 |        |        | 李景暘 | 李景暘 | 李景暘 | 李景暘 | 李景暘 | 李景暘 |  |  | 李麗玉 | 李麗玉 | 李麗玉 | 李麗玉 | 李麗玉 | 李麗玉 |  |  | 李麗美 | 李麗美 | 李麗美 | 李麗美 | 李麗美 | 李麗美 |  |  | 李景光 | 李景光 | 李景光 | 李景光 | 李景光 | 李景光 |  |  | 李麗雲 | 李麗雲 | 李麗雲 | 李麗雲 | 李麗雲 | 李麗雲 |  |  | 李景文 | 李景文 | 李景文 | 李景文 | 李景文 | 李景文 |      |      | 陳俊哲 | 陳俊哲 | 陳俊哲 | 陳俊哲 | 陳俊哲 | 陳俊哲 |        |        |

## 年表
- 1902年：李梅樹於農曆二月初四（3月13日）出生。
- 1910年：李梅樹於8歲時進入三角湧公學校就讀[3]:16[4]。
- 1914年：李梅樹受日本教師遠山岩教導，開始接觸西洋繪畫[3]:12
- 1915年：李梅樹自三角湧公學校畢業，就讀台灣公學實業科農業課程[4]。
- 1918年：畢業於台灣公學校實業科，考取台灣總督府國語學校師範部（1919年改名為「台北師範學校」，現臺北市立教育大學），就學期間自日本郵購「講義錄」，自修研習美術；閱覽在日本創刊於1905年的「水繪」雜誌等。
- 1922年：台北師範學校畢業，之後到瑞芳公學校教書，與林粒女士結婚[3]:20。
- 1924年：調至三峽公學校[註 8] （页面存档备份，存于）教書，與石川欽一郎初次接觸[4]。
- 1925年：其父李金印去世[4]。
- 1926年：調至鶯歌庄尖山公學校任教；其長女李麗霞出生[4]。
- 1927年：畫作「靜物」入選第一屆「台灣美術展覽會」，台北州國語日海報展募集入選
- 1928年：畫作「三峽後街」入選第二屆台展。並在哥哥支持下，於11月前往日本留學，順利考上東京美術學校（今東京美術大學）西洋畫科就讀。
- 1929年：通過東京美術學校西畫科入學考，一年級時師事長原孝太郎先生（帝展審查委員）。《台北醫院之庭》入選第三屆台展。參加日本「光風畫會」美展至1970年。次女麗月出生。
- 1930年：東美二年級從小林萬吳先生學習人體素描。加入「赤島社」。作品《朝》入選第四屆台展。
- 1933年：榮獲第七屆台展特選獎。
- 1934年：東京美術學校畢業。返台後被任命為三峽庄協議會員。與畫友們成立台陽美術協會。
- 1935年：獲第九屆台展特選第一獎並獲頒受台灣總督獎。當選三峽街協議會員，後並連任。
- 1936年：獲第十屆台展特選，同時被推薦為免審查。
- 1937年：獲台日文化獎。
- 1939年：前往日本租用畫室，畫作「紅衣」入選文展（原帝國美術展覽會，一般仍沿稱「帝展」）。
- 1940年：畫作「花與女」入選同於帝展性質，為紀念日本開國二千六百年而舉辦的「紀元二千六百年奉祝展」。參加第三屆府展獲台日文化獎。
- 1942年：當選三峽街茶葉組合長。
- 1945年：被推為三峽街代理街長。
- 1946年：三峽街改制三峽鎮並成立鎮民代表會，被推任為代表會主席。應聘擔任第一屆台灣省美展審查委員（並連任至1973年第廿七屆省長審查委員）。
- 1947年：被推任三峽長福巖清水祖師廟第三次重建工作負責人，設計並主持重建工作，堅持以傳統古法進行重建。
- 1948年：就任三峽農會理事長，兼合作社理事主席。
- 1950年：當選台北縣第一屆縣議員，後並連任第二、三屆縣議員。
- 1964年：應聘任台灣中國文化大學藝術系教授。應聘任國立台灣藝術專科學校（簡稱國立藝專，今台灣藝術大學）教授兼美術科主任。
- 1967年：創辦台灣國立台灣藝術專科學校雕塑科，並兼主任。
- 1969年：首創台灣國內美術科系巡迴全國舉行畢業美展。
- 1972年：應聘任台灣中國文化大學華岡教授。
- 1974年：被推任中華民國油畫學會常務理事。應聘任第七屆全國美展審查委員。應聘任省展評議員。
- 1975年：應聘擔任台灣國立台灣師範大學美術系教授。
- 1976年：被推任中華民國油畫學會第二屆理事長。
- 1977年：被推任台灣中國美術協會理事長。
- 1981年：被推任為中華民國油畫學會榮譽理事長。
- 1983年：因慢性阻塞性肺炎過世，享年80歲。

## 美術作品
| 圖片 | 畫作名稱         | 創作年代 | 尺寸（公分）  | 尺寸（號） | 說明                                                               |
| ---- | ---------------- | -------- | ------------- | ---------- | ------------------------------------------------------------------ |
|      | 李金印先生肖像畫 | 不詳     | 50 x 60 cm    |            | 圖片中人物為李梅樹父親李金印先生                                   |
|      | 小憩之女         | 1935     | 162 x 130 cm  |            | 圖片中女主角為李梅樹的姪媳婦劉曾妹女士(即劉清港子劉山田妻)         |
|      | 戲弄火雞的小孩   | 1937     | 227 x 182 cm  | 150F       | 圖中人物由左至右為李梅樹長子李景暘、李梅樹妻林粒與李梅樹次女李麗月 |
|      | 嬉水             | 1980     | 145.5 x 97 cm |            | 圖中女主角為李梅樹次子李景光的妻子                                 |
|      | 清溪浣衣         | 1981     | 80 x 116.5 cm |            |                                                                    |

## 紀念活動
三峽梅樹月，始於2012年，由李梅樹紀念館與眾多當代藝術家合作，於每年三月(即李梅樹出生的月份)舉辦。
| 年份 | 時間      | 活動副標題                                                                       |
| ---- | --------- | -------------------------------------------------------------------------------- |
| 2012 | 3/23~4/29 | 喜上「梅」梢                                                                     |
| 2013 | 3/23~4/21 | 古典與現代交揉的藝術巡禮                                                         |
| 2014 | 3/13~4/13 | 一場[出牆x跨域]的藝術饗宴                                                        |
| 2015 | 3/28~4/26 | 藝術作地標，作品當門牌，一起勾勒三峽的人文地圖                                   |
| 2016 | 3/12~4/24 | 時間，陳釀了一條老街，也堆疊了一座城鎮的文化底蘊。來三峽，品嚐「時間的滋味」吧！ |
| 2017 | 3/11~4/23 | 用藝術，妝點春天                                                                 |
| 2018 | 3/17~4/29 | 與土地共振                                                                       |
| 2019 | 3/16~4/28 | 韶光荏苒                                                                         |
| 2020 | 9/26~11/8 | 繁花盛開                                                                         |
| 2021 | 4/24~6/6  | 春風和煦                                                                         |

## 外部連結
- （繁體中文）. （原始内容存档于2021-01-24）.
- （繁體中文） . （原始内容存档于2020-12-02）.
- （繁體中文） . （原始内容存档于2012-10-20）.
- （繁體中文）藝術家雜誌社. . 台灣網路美術館. （原始内容存档于2010-03-01）.
- （繁體中文）. （原始内容存档于2017-09-30）.